# Cameron Todd
Cameron Todd (* 21. Juli 1994 in Sydney) ist ein australischer Eishockeyspieler, der seit 2018 bei den Sydney Ice Dogs in der Australian Ice Hockey League unter Vertrag steht. Im australischen Sommerhalbjahr spielt er von 2016 bis 2020 für die Mannschaft der University of Jamestown in der American Collegiate Hockey Association.

## Karriere
Cameron Todd begann seine Karriere als Eishockeyspieler in der East Coast Super League, einer Nachwuchsliga in New South Wales, wo er für die ESCL Heat und die Reach Rebels auf dem Eis stand. Von 2013 bis 2017 spielte er bei den Sydney Bears in seiner Heimatstadt in der Australian Ice Hockey League. In seiner Premierensaison wurde er zum Rookie of the Year in der AIHL gewählt. Seit 2018 steht er beim Lokalrivalen Sydney Ice Dogs unter Vertrag.
Im Südhalbkugelsommer 2014/15 spielte er zudem in den Vereinigten Staaten für die San Diego Gulls in der Western States Hockey League, zu deren Mannschaftskapitän er sogleich ernannt wurde. 2015/16 spielte er für den Nacka HK in der schwedischen Division 2, der vierthöchsten Spielklasse des skandinavischen Landes, und konnte mit dem Klub in die Division 1 aufzusteigen. Anschließend wechselte er zur University of Jamestown und spielt bis 2020 für deren Team um die Meisterschaft der American Collegiate Hockey Association. 

### International
Für Australien nahm Todd im Juniorenbereich zunächst an der U18-Junioren-Weltmeisterschaft der Division III 2011 teil und erreichte beim Turnier in Taipeh den Aufstieg in die Division II, zu dem er mit 14 Scorerpunkten (sechs Tore und acht Vorbereitungen) erheblich beigetragen hatte. In der Division II spielte er mit seiner Mannschaft dann bei der U-18-Junioren-Weltmeisterschaft 2012. Anschließend spielte er bei den U20-Junioren-Weltmeisterschaften der Division II 2013 und 2014. 
Im Herrenbereich stand er erstmals bei den Weltmeisterschaften der Division II 2013 im Aufgebot seines Landes und erzielte dabei beim 2–3 nach Penaltyschießen gegen Island und beim 4–1 gegen Spanien jeweils einen Treffer. Auch 2014, 2015, 2016, als er gemeinsam mit seinem Landsmann Wehebe Darge bester Vorlagengeber des Turniers und hinter diesem auch zweitbester Scorer sowie mit seinem Landsmann Mitchell Humphries und dem Mexikaner Brian Baxter Arroyo López auch zweitbester Torschütze hinter Darge war, 2017, 2018, 2019 und 2023 spielte er für seine Farben in der Division II.
Seine besondere Stärke ist die Durchsetzungsfähigkeit beim Bully. Bei den U18-WM-Turnieren 2011 und 2012 sowie der U20-Weltmeisterschaft 2014 erreichte ebenso den Turnierbestwert, wie bei den Herren-Weltmeisterschaften 2015, 2019 und 2023.

## Erfolge und Auszeichnungen
- 2011 Aufstieg in die Division II bei der U18-Weltmeisterschaft der Division III, Gruppe A
- 2013 Rookie of the Year der Australian Ice Hockey League
- 2016 Aufstieg in die schwedische Division 1 mit dem Nacka HK
- 2016 Aufstieg in die Division II, Gruppe A, bei der Weltmeisterschaft der Division II, Gruppe B
- 2016 Bester Torvorbereiter bei der Weltmeisterschaft der Division II, Gruppe B